# Yalıköy, Didim
Yalıköy là một xã thuộc huyện Didim, tỉnh Aydın, Thổ Nhĩ Kỳ. Dân số thời điểm năm 2010 là 1.859 người.